# MØ

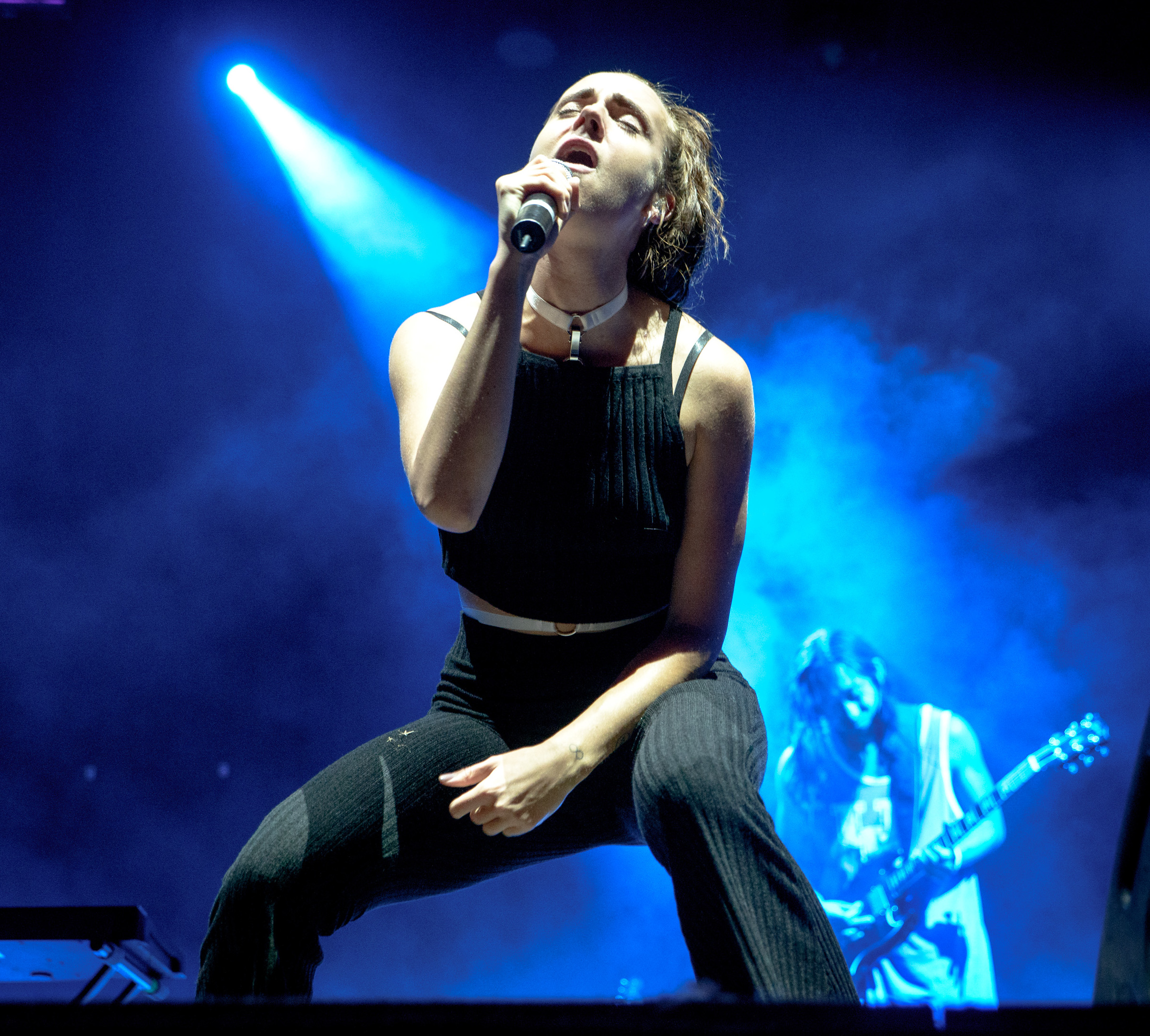
Выступление MØ на Utopia Island в августе 2015 года.

Карен Мари Эрстед (дат. Karen Marie Ørsted; род. 13 августа 1988, Оденсе), более известная как MØ — датская певица и автор песен, начавшая свою музыкальную деятельность в 2006 году. В 2013 году она выпустила свой первый мини-альбом «Bikini Daze», а в 2014-м — первый полноценный студийный альбом под названием «No Mythologies To Follow», который и принес ей популярность. В ноябре 2014 года MØ получила 4 награды на премии Danish Music Awards в номинациях: «Прорыв года», «Запись года», «Лучший артист года» и «Клип года».

## Карьера

### 2007-12: MOR
MØ и её подруга Джозефин Стракман создали панк-дуэт MOR в 2007 и выпустили два мини-альбома: Fisse I Dit Fjæs и Vanvidstimer, в 2009 и 2011 соответственно. Дуэт MOR распался в сентябре 2012 года.

### 2012-настоящее время:Bikini DazeиNo Mythologies to Follow
В январе 2013 года MØ выпустила свой дебютный сингл «Glass», а весной того же года увидели свет ещё две композиции: «Pilgrim» и «Maiden». 18 октября 2013 года MØ выпустила свой первый сольный мини-альбом под названием «Bikini Daze», в который вошли 4 композиции: «XXX88», «Never Wanna Know», «Dark Night» и «Freedom #1».
7 марта 2014 года состоялся релиз первого студийного альбома под названием «No Mythologies To Follow» в который вошли 12 песен. В поддержку пластинки MØ провела тур по странам Европы. Она посетила Санкт-Петербург и Москву 30 и 31 марта 2014 года соответственно. Также было выпущено Deluxe издание альбом, в который дополнительно вошли 9 композиций. 30 января MØ выпустила свой новый сингл «New Year’s Eve» и клип на него. Композиция стала новогодним подарком исполнительницы для своих поклонников и первое время распространялась бесплатно на сервисе SoundCloud.
В октябре 2015 года MØ вместе со съемочной группой посетили Украину, чтобы снять клип на сингл «Kamikaze». Съемки проходили в Киеве, в районе Троещина. Премьера сингла состоялась 15 октября, а 27 октября был выпущен клип.
26 октября 2017 года MØ выпустила новый мини-альбом под названием «When I Was Young», а уже через две недели представила видеоклип на одноименный сингл, в основу идеи которого легла картина Эдварда Мунка «Танец жизни». Примечательно, что ни один из синглов, выпущенных ранее, не вошел в новый мини-альбом.
19 октября 2018 года певица выпускает второй LP Forever Neverland на Columbia Records. Для японского рынка выполнялась расширенная версия с добавлением нескольких ранее изданных песен.
В течение 2019 года появилось еще несколько синглов, включая On & On, Bullet with Butterfly Wings и Theme Song (I’m Far Away). Этот период также отличается рядом концертных дат по Европе и США. В начале 2021 артистка объявила о подготовке следующего лонгплея, для которого изданы песни Kindness и Live To Survive на RCA Records.
12 ноября 2021 года официально анонсирован третий студийный альбом, а также состоится релиз синглов «Brad Pitt» и «Goosebumps». 28 января 2022 года MØ выпускает альбом Motordrome. Он получает умеренные и положительные оценки критиков, а в датском альбомном чарте дебютирует на девятой строчке.

## Дискография

### Студийные альбомы
| Название альбома         | Детали                                                                                      | Позиции в чартах | Позиции в чартах | Позиции в чартах | Позиции в чартах | Позиции в чартах | Позиции в чартах | Позиции в чартах |
| Название альбома         | Детали                                                                                      | DEN              | BEL (FL)         | BEL (WA)         | FRA              | IRE              | UK               |                  |
| ------------------------ | ------------------------------------------------------------------------------------------- | ---------------- | ---------------- | ---------------- | ---------------- | ---------------- | ---------------- | ---------------- |
| No Mythologies to Follow | - Выпущен: 7 марта 2014 - Лейбл: Chess Club, RCA Victor - Форматы: CD, LP, digital download | 2                | 107              | 83               | 161              | 76               | 58               |                  |

### Синглы
- Maiden (2012)
- Glass (2013)
- Pilgrim (2013)
- Waste of Time (2013)
- XXX 88 ft. Diplo (2013)
- Never Wanna Know (2014)
- Don’t Wanna Dance (2014)
- Walk This Way (2014)
- Say You’ll Be There (2014)
- New Year’s Eve (2014)
- Kamikaze (2015)
- Final Song (2016)
- Drum (2016)
- Nights With You (2017)
- When I Was Young (2017)
- Sun in Our Eyes (2018)

### Композиции, записанные при участии MØ
- Avicii - Dear Boy (2013)
- Iggy Azalea — Beg For It (feat. MØ) (2014)
- Elliphant — One More (feat. MØ) (2014)
- Major Lazer & DJ Snake — Lean On (feat. MØ) (2015)
- Major Lazer feat. MØ — Lost (2015)
- Snakehips feat. MØ — Don’t Leave (2017)
- Eloq feat. MØ — Diamonds (2017)
- Cashmere Cat — 9 (After Coachella) feat MØ & Sophie (2017)
- Major Lazer feat. Justin Bieber & MØ — Cold Water (2017)
- Charli XCX feat. MØ — 3AM (Pull Up) (2017)
- Diplo feat. MØ — Get It Right (2018)
- Noah Cyrus feat. MØ — We Are… (2018)
- Steel Banglez feat. MØ & Yxng Bane — Your Lovin' (2018)